# Nicolas Gédoyn
Nicolas Gedoyn (Orléans, 15 giugno 1677 – Beaugency, 10 agosto 1744) è stato un presbitero, traduttore, critico letterario e un pioniere dell'educazione francese.

## Biografia
Fu la quinta persona a occupare il seggio 3 dell'Académie française nel 1719, e divenne membro dell'Académie des Inscriptions et Belles-Lettres nel 1722
Dall'età di 15 anni studiò presso i gesuiti: divenne un novizio nel 1684 e in seguito fu professore di retorica a Blois. Successivamente fu canonico alla Sainte-Chapelle e alla abbazia di Beaugency.  Tra i suoi lavori letterari ci sono le traduzioni di Quintiliano e Pausania.

## Opere
Traduzioni
- Quintiliano : De l'institution de l'orateur (1718)
- Pausania : Pausanias, ou voyage historique de la Grèce (1731)

Diversi
- Œuvres diverses (1746). Contiene una vita di Epaminonda, un'apologia delle traduzioni, oltre a saggi sull'educazione dei giovani, sulla vita urbana dei romani, sugli antiche e sui moderni e altri argomenti.
- Recueil d'opuscules littéraires (1767). Contiene un saggio intitolato Réflexions sur le goût.